# Kasim
Kasim \k(a)-sim\, även Qasim, Qassim, Kazim, Kasem, Kazeem eller Kaseem, är en variant av det arabiska mansnamnet Kassim med betydelsen "han som kontrollerar sin ilska". Namnet är vanligt i arabisktalande och swahilitalande (afrikanska) länder samt i Tyskland och Turkiet.